# Gräfenbrunnen
Koordinaten: 50° 52′ 20″ N, 10° 51′ 2″ O
Der Gräfenbrunnen ist eine Karstquelle im thüringischen Landschaftsschutzgebiet Drei Gleichen.

## Geologie

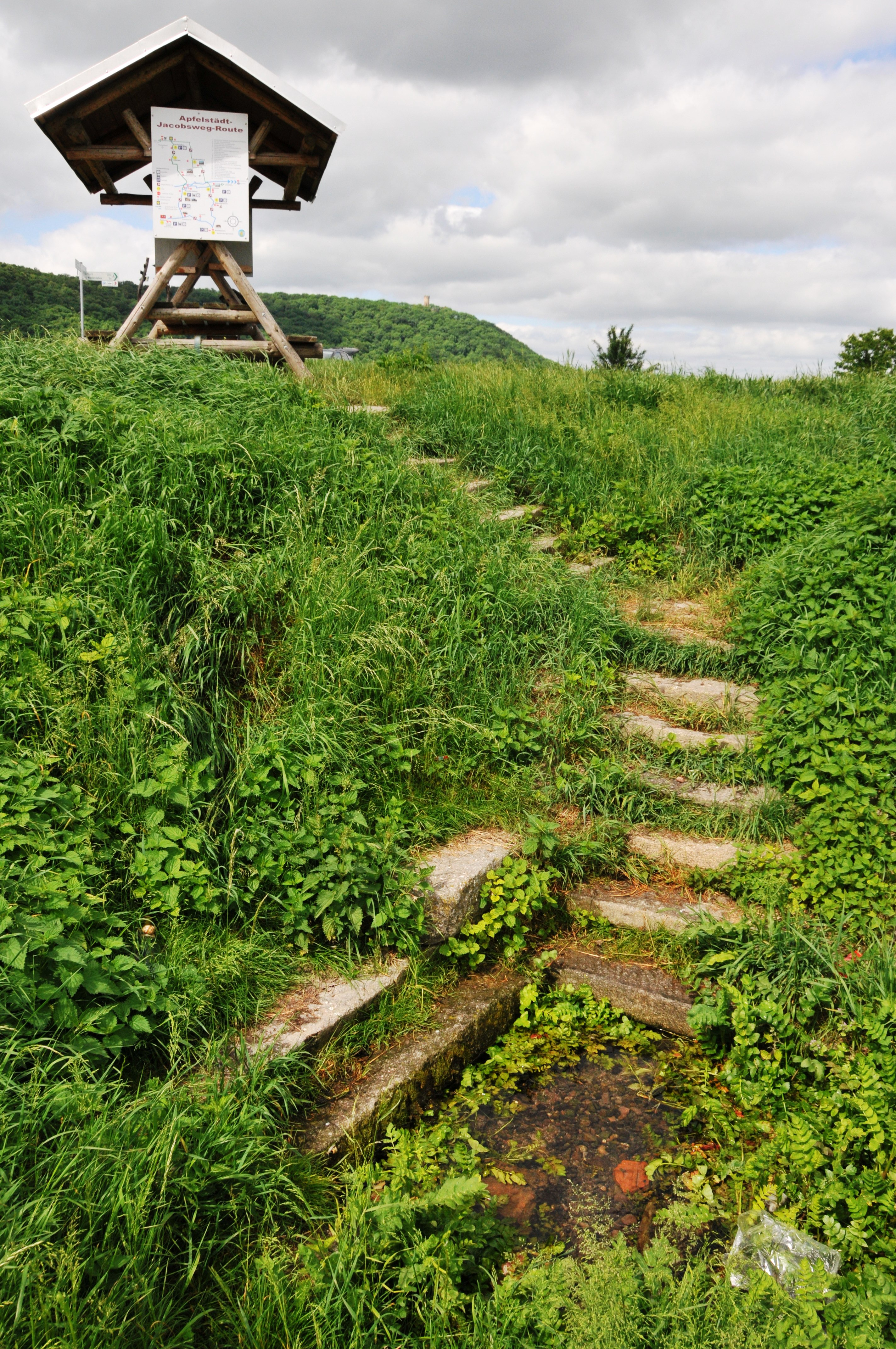
Gräfenbrunnen mit Sitzgruppe

Die Quelle entspringt im Wachsenburggraben, einem Teil der Eichenberg–Gotha–Saalfelder Störungszone, in der Nähe der Drei Gleichen. Durch die Stauwirkung der verbreiteten Tonschichten tritt Grundwasser an die Oberfläche. Der Austritt erfolgt in einer Höhe von 260 m ü. NN. Die Quelle ist der natürliche Auslauf des im Gebiet wirksamen Kluft- und Karstgrundwasserauslaufs. Hierzu gehören Kalk-, Dolomit- und Sandsteine. Sie bilden den unteren Grundwasserleiterhorizont und sind in den geologischen Schichtenfolgen von Muschelkalk und Keuper enthalten. Die darin auch vorkommenden Tonsteine gelten hingegen als fast vollkommen wasserundurchlässig. Sie stellen Grundwassernicht- oder -geringleiter dar.
Der Quellbach verlässt das Quellgebiet in nordöstlicher Richtung und vereinigt sich nach 440 m mit dem Wasser des Entwässerungsgrabens aus den beiden Torfstichteichen am Fuße der Schlossleite. Nach weiteren 750 m mündet der Bach in den Weidbach, der aus Mühlberg kommend (Mühlberger Spring) wenige Kilometer weiter in Neudietendorf in die Apfelstädt mündet. In früheren Jahren soll die Quelle eine große Schüttung gehabt haben, mit etwa 2000 l/Min. vergleichbar mit dem Mühlberger Spring. Die im 19. Jahrhundert zugeschüttete und drainierte Quelle ist heute nur noch an ihrem Auslaufrohr erkennbar. Das Quellgebiet ist gefasst und mit einer Sitzgruppe und einem Rastplatz für Wanderer ausgestattet.

## Geschichte
Ihre erste Erwähnung fand die Quelle als Geffenbrunnen um 1600. In den Flurkarten wird sie danach als Grefenbrunnen bezeichnet. Der heutige Name ist seit etwa 1800 üblich. Im Mittelalter versorgte die Quelle die Burg Gleichen mit Frischwasser. Es wurde über eine Wegstrecke von ca. 2000 m und bei einem Höhenunterschied von 110 m von Lasteseln in Wasserbehältern, vermutlich aus Leder, transportiert.